# Gudrød el Cazador
Gudrød el Cazador (nórdico antiguo: Guðrǫðr veiðikonungr, noruego: Gudrød Sigfredsson Veidekonge, en algunas fuentes Gudrod "Jagtkonge" Halfdansson o Gudrød el Altanero) (754-821), fue un caudillo vikingo, rey de Vestfold, hijo de Halfdan Eysteinsson, semi-legendario rey de Vingulmark, a principios de la Era vikinga desde 804 hasta 810. Era el padre de Halfdan el Negro, y abuelo de Harald I, el primer rey de facto de Noruega.

## Antecedentes
Gudrød pertenecía a la Casa de Yngling, hijo del caudillo Halfdan el Amable, rey de Romerike y Vestfold y de Liv Dagsdotter, hija del rey Dag de Vestmar. Se desconoce el lugar y fecha de su nacimiento.
A Gudrød se le cita en el poema escáldico Ynglingatal y Snorri Sturluson se centra en la historia sobre Gudrød en Heimskringla, escrito hacia el 1230; no obstante, no se considera una fuente histórica propiamente dicha por los investigadores.

## Biografía
Gudrød se casó con Alfhild, una hija de Alfarin, rey de Alvheim, (Bohuslän), que era el nombre de un territorio entre los ríos Glomma y Göta älv. Gudrød heredó la mitad del reino de Vingulmark. Ambos tuvieron un hijo, Olaf Geirstad-Alf. A la muerte de Alfhild, Gudrød envió a sus guerreros a Agder y propuso a su rey, Harald Granraude, el matrimonio de su hija Åsa Haraldsdottir pero Harald declinó la oferta por lo que Gudrød decidió tomarla por la fuerza. Llegaron de noche y cuando Harald advirtió que estaba siendo atacado, reunió a sus hombres y luchó valientemente pero murió junto a su hijo Gyrd. Gudrød se llevó a Åsa y se casó, la violó y le dio un hijo llamado Halfdan que sería conocido con el apodo de Halfdan el Negro. 
Cuando Halfdan tenía un año de edad, Gudrød celebraba una fiesta en Stiflesund; estaba muy bebido al anochecer y, cuando abandonaba su nave por la pasarela, un asesino le asestó un golpe mortal con una lanza, matándole. Los hombres de Gudrød mataron al asesino inmediatamente, quien resultó era un sirviente de Åsa. Åsa admitió que el asesino actuó en su nombre y tras la muerte de Gudrød regresó a Agder, donde Halfdan creció. (versión de la Heimskringla)

## Herencia
Las sagas mencionan varios hijos de ambas relaciones:
- Con Alfhild Alfarinsdatter (n. 755):
  - Olaf Geirstad-Alf
  - Godefrid de Haithabu (785-814), muerto en el campo de batalla.
  - Hrolf de Haithabu (c. 790-836), muerto en el campo de batalla en Frisia.
  - Ragnar de Haithabu (c. 790-836), muerto en el campo de batalla en Frisia.

- Con Åsa Haraldsdottir:
  - Halfdan el Negro
  - Ragnvald Gudrödsson (c. 801-836)